# Kommuna
Kommuna (ros. Комму́на), do 1922 Wołchow (Вóлхов) – okręt ratowniczy rosyjskiej Floty Czarnomorskiej. Katamaran, którego stępkę położono w Zakładach Putiłowskiej) w Petersburgu w listopadzie 1912. Zwodowany jako „Wołchow” w następnym roku i oddany do służby 14 lipca 1915. 31 grudnia 1922 jednostce zmieniono imię na „Kommuna” dla upamiętnienia komuny paryskiej z 1871. Okręt służył w rosyjskiej marynarce wojennej Imperium Rosyjskiego, ZSRR i Federacji Rosyjskiej podczas rewolucji rosyjskiej, dwóch wojen światowych, w czasie zimnej wojny oraz w XXI wieku, kiedy to w kwietniu 2022 wykonywał zadania nad wrakiem krążownika rakietowego Moskwa w czasie inwazji rosyjskiej na Ukrainę oraz rok później w marcu 2023 podczas wydobycia wraku amerykańskiego bezzałogowca MQ-9 Reaper, który został strącony przez rosyjskiego Su-27 nad Morzem Czarnym. Jest ostatnią czynną jednostką pomocniczą z czasów carskiej marynarki wojennej i najstarszym użytkowanym okrętem wojennym na świecie.

## Projekt i budowa
Pierwszy w historii rosyjskiej marynarki wojennej katamaran został zaprojektowany przede wszystkim do podnoszenia zatopionych okrętów podwodnych, w późniejszym czasie był stosowany do transportu mniejszych ratowniczych okrętów podwodnych. Pomysł budowy specjalistycznej jednostki ratowniczej dla potrzeb podwodniaków został przedstawiony w 1909 przez W. A. Merkuszowa, dowódcę okrętu podwodnego Floty Syberyjskiej „Mullet”, wzorującego się na niemieckim katamaranie SMS „Vulkan”. W konkursie, w którym uczestniczyły cztery rosyjskie stocznie, zwyciężył projekt Towarzystwa Akcyjnego Zakładów Putiłowskich z Petersburga. 30 grudnia 1911 marynarka rosyjska zleciła budowę, a 5 maja 1912 podpisano oficjalnie umowę, za cenę 1,595 mln rubli, z terminem realizacji do 1 marca 1914. Dla pomocy w realizacji projektu Zakłady Putiłowskie podjęły współpracę z niemiecką stocznią Howaldtswerke, która zbudowała oryginalny „Vulkan”. Od początku przewidywano, że okręt będzie mógł służyć także jako okręt-baza okrętów podwodnych.
Budowa kadłuba rozpoczęła się 12 listopada 1912 (daty w starym stylu), pod numerem budowy 90. W projekcie okrętu wprowadzane były liczne zmiany wynikające z wniosków marynarki, głównie w zakresie wyposażenia. 26 czerwca 1913 okręt został formalnie wciągnięty na listę floty jako transportowiec „Wołchow”. Został wodowany 17 listopada 1913. Wyposażenie okrętu miało miejsce już w nowej Stoczni Putiłowskiej. Ukończenie opóźniło się przez to, że 17 kwietnia 1914 podczas burzy kadłub zerwał się z cum i osiadł na mieliźnie Newy, a następnie wybuch I wojny światowej spowodował konieczność innych prac o wyższym priorytecie. Do prób przystąpiono w czerwcu 1915, a 1 lipca okręt został odebrany przez komisję.

## Konstrukcja
Nieuzbrojony katamaran, którego kadłuby połączone są wspólnym dziobem, rufą oraz czterema nitowanymi łukowatymi konstrukcjami kratownicowymi o wys. 18 m, służącymi do podnoszenia okrętów podwodnych. Udźwig urządzeń wynosi 1000 t. Każdy z kadłubów ma 152 wręgi o rozstawie ok. 60 cm i podzielony jest siedmioma poprzecznymi grodziami wodoszczelnymi. Oprócz urządzeń do podnoszenia okrętów podwodnych, okręt miał wyposażenie do holowania, prac nurkowych, prac naprawczych i pompy ratownicze.
Standardowa wyporność „Kommuny” według pierwotnej specyfikacji wynosiła 2400 ton, a pełna 3100 ton. Długość całkowita wynosiła ok. 96 m, długość między pionami 87,6 m, szerokość 18,57 m i normalne zanurzenie 3,65 m. Pomiędzy dwoma kadłubami jest utworzony swoisty otwarty od dołu dok, o długości ok. 70 m i szerokości 8,57 m. Mogą z niego obecnie operować różnego rodzaju pojazdy podwodne. Dodatkowo nad tą przestrzenią rozciąga się kratownicowa, charakterystyczna suwnica, która pozwala na opuszczanie pojazdów i na wydobywanie spod wody różnego rodzaju dużych obiektów. Rzeczywisty udźwig tego pływającego dźwigu nie jest znany, ale najprawdopodobniej jest w zupełności wystarczający do zabezpieczenia prac podwodnych.
Okręt wyposażony jest w batyskaf Priz, mogący zanurzać się na głębokość ok. 1000 m.
Napęd stanowiły początkowo dwa sześciocylindrowe silniki wysokoprężne zakładów Felser w Rydze o mocy po 600 KM przy 310 obr./min, obracające dwie trzypłatowe śruby. Maksymalna prędkość wynosiła 10,6 węzła, a zasięg 4000 mil morskich. W 1951 roku w Holandii zamieniono silniki na Werkspoor TAM-339 o mocy po 600 KM, napędzające czterołopatowe śruby. Podczas remontu rozpoczętego w 1979 roku zostały one ponownie zastąpione przez radzieckie silniki wysokoprężne 6DR30/50, o takiej samej mocy, zakładów w Kołomnie.
Załoga według pierwotnych planów liczyła 99 ludzi, w tym 11 oficerów. W składzie załogi miało być etatowo 24 nurków. W 1923 roku etat załogi wynosił 110 osób. Na początku wojny z Niemcami w 1941 roku etat wynosił 120 osób, w tym 9 oficerów.

## Przebieg służby

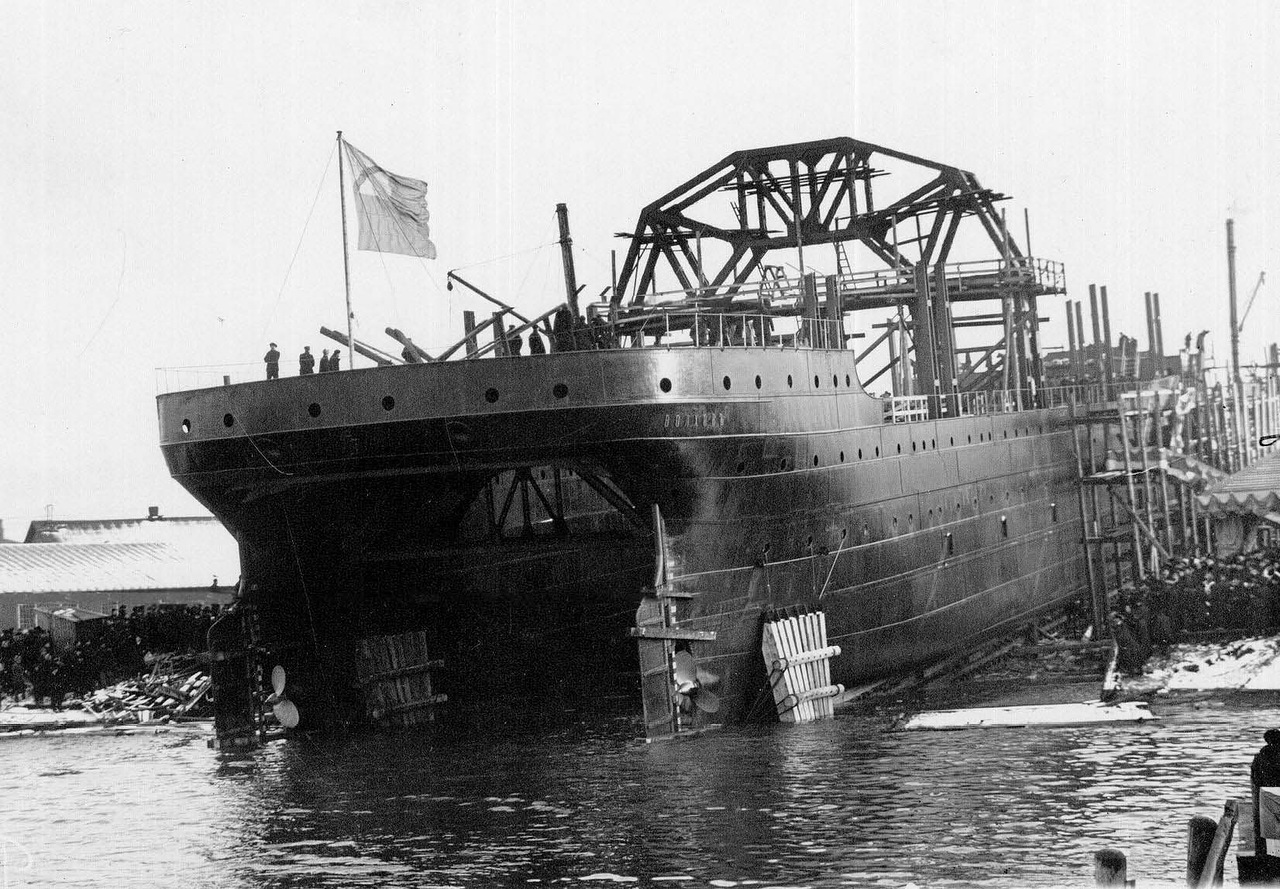
Wodowanie „Wołchowa” 17 listopada 1913

Po raz pierwszy na okręcie podniesiono banderę rosyjską 14?/27 lipca 1915. Pierwszym dowódcą został komandor Aleksandr A. Jakobowski. Jako okręt-baza w czasie I wojny światowej „Wołchow” przewoził 20 zapasowych torped, 50 ton paliwa i miał pomieszczenia dla 60 marynarzy (oprócz swojej załogi). Początkowo operował na Bałtyku z portu w Rewlu (Tallinnie) jako baza dla rosyjskich i brytyjskich okrętów podwodnych, zabezpieczając ich działalność, zaopatrując i prowadząc naprawy, a nawet remonty po ich podniesieniu. 16?/29 czerwca 1917 podniósł z dna po raz pierwszy okręt podwodny AG-15, który zatonął podczas ćwiczeń 5 czerwca na głębokości 27 m (ze stratą 19 ludzi). Marynarze z „Wołchowa” wyremontowali okręt, który następnie wrócił do służby. 4 września „Wołchow” został okrętem flagowym dywizji okrętów podwodnych. 25 września?/8 października 1917 podniesiono z dna kolejny okręt – „Jedinorog”, który zatonął przy holowaniu po wcześniejszym zdjęciu z mielizny i osiadł na głębokości 13,5 m. Po rewolucji październikowej okręty dawnej floty carskiej zostały przejęte przez Czerwoną Flotę Rosji Radzieckiej, przy czym już wcześniej po rewolucji lutowej były pod faktyczną kontrolą okrętowych komitetów bolszewickich. Z uwagi na zagrożenie przejęciem przez Niemców, 22 lutego 1918 „Wołchow” wypłynął z Rewla do Helsinek. Z powodu pierwszeństwa w ewakuacji okrętów bojowych i braków w załodze, nie wziął udziału w tzw. lodowym pochodzie Floty Bałtyckiej, lecz mimo to, na skutek porozumienia z nowymi fińskimi władzami, następnie 11 maja tego roku wypłynął do Kronsztadu. 15 maja podniesiono na nim banderę Czerwonej Floty.
„Wołchow” nadal służył w Piotrogrodzie jako okręt-baza okrętów podwodnych, zajmując się ich remontami podczas wojny domowej i walk z brytyjskimi interwentami. Z powodu niesprawności silników, okręt był w razie potrzeby holowany. W marcu 1922 roku załoga zdecydowała o zmianie nazwy w rewolucyjnym duchu na „Kommuna”, co usankcjonowano rozkazem z 31 grudnia tego roku. Już pod nowym imieniem 31 sierpnia 1923 „Kommuna” podniosła patrolowiec pogranicza „Kobczyk”. W 1927 dowódcą jednostki został Siergiej Riabkow, który dowodził nią do 1946. 11 sierpnia 1928 roku „Kommuna” wydobyła brytyjski okręt podwodny L55, który zatonął w 1919 w Zatoce Fińskiej w wyniku kolizji z sowieckimi niszczycielami „Gawriił” i „Azard”. Szczątki marynarzy odesłano do Wielkiej Brytanii, a sam okręt wyremontowano i wcielono ponownie do służby we własnej marynarce. 21 lipca 1933 podniesiono okręt podwodny „Raboczyj” z głębokości 62 m (staranowany w 1933 podczas ćwiczeń, później złomowany), a w kolejnym roku kuter patrolowy i holownik. 2 sierpnia 1935 podniesiono staranowany podczas manewrów przez pancernik „Marat” okręt podwodny B-3, z głębokości 32 m. Okręt brał też udział w próbach głębokości zanurzenia okrętów podwodnych oraz akcjach ratowniczych okrętów nawodnych. 16 listopada 1938 roku podniósł staranowany na płyciźnie podczas ćwiczeń okręt podwodny M-90. Podczas wojny zimowej w grudniu 1939 okręt otrzymał uzbrojenie w postaci czterech sprzężonych karabinów maszynowych M-4 Maxim 7,62 mm. Od 26 grudnia „Kommuna” służyła ponownie jako okręt-baza radzieckiej floty podwodnej w Tallinnie (którego wykorzystywanie jako bazy ZSRR wymógł na Estonii, przed okupacją tego kraju).
Następnym portem macierzystym „Kommuny” był Leningrad, gdzie w czasie niemieckiego oblężenia podczas II wojny światowej okręt podniósł m.in. 6 okrętów podwodnych, a także cztery ciężkie czołgi KW, dwa traktory i 31 samochodów, które zatonęły w jeziorze Ładoga. Załoga statku została odznaczona medalami „Za obronę Leningradu”. 25 kwietnia 1942 okręt został uszkodzony przez ciężką artylerię.
Po II wojnie światowej zdecydowało pozostawić okręt w służbie, zlecając jego remont stoczni zagranicznej. Od 29 maja 1950 do 15 lipca 1951 „Kommuna” była remontowana i zmodernizowana w stoczni De Schelde w Holandii. 29 listopada 1956 podniesiono z głębokości 45 m radziecki okręt podwodny M-200 „Miest′” (XV serii), który zatonął po zderzeniu z niszczycielem „Statnyj” 21 listopada 1956. W listopadzie 1957 roku wydobyto z głębokości 73 m okręt podwodny M-256 (projektu A615), który zatonął 26 września 1957 r. w Zatoce Tallińskiej i na którym zginęło 35 marynarzy.
W 1967 został przebazowany do Sewastopola, przebudowany i wyposażony w pojazd przeznaczony do pracy na bardzo dużych głębokościach. Jest bazą dla małych, załogowych i bezzałogowych pojazdów podwodnych. Obecnie (maj 2022) jest to na pewno podwodny pojazd poszukiwawczo-ratowniczy AS-28 oraz zdalnie sterowany, głębinowy robot podwodny „Seaeye Panther Plus” (szwedzkiej firmy Saab). „Kommuna” okazała się też bardzo dobrą bazą dla płetwonurków i nurków głębokościowych, którzy dzięki temu mogą dłużej przebywać na morzu.
W 1977 „Kommuna” podniosła zatopiony samolot Su-24. W całym okresie służby „Kommuna” brała udział w ok. 150 akcjach, udzielając w trakcie swojej służby pomocy ponad stu statkom i okrętom podwodnym. Obecnie jest wyposażona w pojazd podwodny umożliwiający prace na głębokości 1000 m.
W kwietniu 2022 „Kommunę” wysłano do prac nad wrakiem krążownika rakietowego „Moskwa”, który spoczywa na dnie Morza Czarnego na głębokości 45–50 m, ok. 130 km od Odessy. Podniesienie wraku, z uwagi na jego rozmiary, siłami „Kommuny” nie jest możliwe, operacja miała na celu prawdopodobnie wydobycie tajnych dokumentów, ciał poległych, sprzętu wojskowego oraz pocisków przeciwokrętowych i przeciwlotniczych.
W marcu 2023 „Kommuna” prowadziła prace nad wrakiem amerykańskiego bezzałogowca MQ-9 Reaper, który został uszkodzony przez rosyjskiego Su-27 i rozbił się w Morzu Czarnym, prawdopodobnie osiadając na głębokości 1200–1500 m. Rosyjskie media 8 kwietnia poinformowały o wydobyciu fragmentów aparatu (co nie zostało niezależnie potwierdzone). 21 kwietnia 2024 w wyniku ukraińskiego ostrzału portu w okupowanym przez Rosję Sewastopolu na Krymie „Kommuna” została lekko uszkodzona. Początkowo rzecznik Marynarki Wojennej Ukrainy – Dmytro Płetenczuk poinformował o uszkodzeniu w stopniu uniemożliwiającym czasowe wykonywanie zadań. Ostatecznie okazało się że „Kommuna” nie odniosła dużych uszkodzeń.